# مپارتریسین
مپارتریسین (انگلیسی: Mepartricin) یک ترکیب پلی‌ان ماکرولید است که برای عملکرد مجرای ادرار، پروستات و مثانه مفید است. برای استفاده در درمان سندرم درد مزمن لگن و هیپرپلازی خوش‌خیم پروستات مورد مطالعه قرار گرفته‌است.

## فارماکودینامیک
مپارتریسین یک مهارکننده بازجذب استروژن است که ممکن است با جذب مجدد استروژن در روده تداخل داشته باشد و منجر به افزایش دفع استروژن مدفوعی شود. غلظت ۱۷ بتا استرادیول را در گردش خون کبدی کاهش می‌دهد و سطح استروژن را در پروستات کاهش می‌دهد. اثر مپارتریسین بر جذب مجدد استروژن در مطالعات in vitro و in vivo مورد ارزیابی قرار گرفت.
مپارتریسین به‌طور قابل توجهی درد لگن و کیفیت زندگی را در مقایسه با نتایج در گروه دارونما پس از دو ماه درمان بهبود می‌بخشد. با توجه به این نظریه که اختلالات هورمونی می‌تواند التهاب پروستات را افزایش دهد، مپارتریسین، که می‌تواند سطوح استروژن در پروستات را کاهش دهد، داروی مؤثری در درمان بیماران مبتلا به سندرم درد مزمن لگن است و در مجله جهانی فارماکولوژی به‌روزرسانی در مورد درمان‌های پروستاتیت مزمن در سال ۲۰۱۵ ارجاع شده‌است.